# Spartak Myjava (féminines)
La section féminine du Spartak Myjava est une équipe de football basée à Myjava en Slovaquie.

## Histoire
Lors de la saison 2021-2022, le Spartak Myjava remporte le titre de champion de Slovaquie, en devançant le Slovan Bratislava, champion en titre. Le club se qualifie ainsi pour la Ligue des champions 2022-2023.

## Palmarès
- Championnat de Slovaquie (4) :
  - Vainqueur : 2021-2022, 2022-2023, 2023-2024, 2024-2025
- Coupe de Slovaquie (3) :
  - Vainqueur : 2023, 2024, 2025